# Joan Descals i Esquius
Joan Descals i Esquius   (Sant Fruitós de Bages, 25 de gener de 1933) és un artista i polític català, nascut a Sant Fruitós de Bages i resident al Vendrell.

## Biografia
Llicenciat en filologia germànica per la Universitat de Barcelona, diplomat en estudis francesos per la Universitat de Tolosa de Llenguadoc i mestre de català, ha estat catedràtic de llengua i literatura anglesa a l'Institut del Baix Penedès del Vendrell. Va ser diputat per la circumscripció de Tarragona a les llistes de Convergència i Unió a les eleccions al Parlament de Catalunya de 1980, 1984, 1988 i 1992. El 1982 fou nomenat cap dels Serveis Territorials del Departament d'Ensenyament a Tarragona. El 1988 fou nomenat director general d'Ordenació i Innovació Educativa.
Joan Descals interpreta a través de diversos mitjans artístics (dibuix, aquarel·la, pintura, vitralls, pedres pintades, porcellana pintada i amb materials diversos en forma d'escultura) l'obra poètica de Rosa Fabregat, Juli Grandia, Gabriel Ferrater, Jordi Pàmias, Salvador Espriu, Joan Vinyoli, Pere Gimferrer, Antoni Marí, Vinyet Panyella, Carles Duarte, Lluís Calderer, Nati Soler, Olga Xirinacs i Rossend Poch. Des del 1983 ha dissenyat i pintat els vestits dels Diables del Vendrell i dels Diablons. Ha il·lustrat diversos llibres. Ha fet cartells decorats i logotips. En l'àmbit de les exposicions, el 1988 presenta: "Una proposta interdisciplinària sobre el poeta català Salvador Espriu amb dibuixos de Joan Descals i escultures de Manuel Cusachs" a l'edifici del Parlament Europeu a Estrasburg. El 1966 organitza una exposició-performance: "Un viatge d'hivern" d'Antoni Marí consistent en una relació entre la poesia, la plàstica, la música, el cant i la recitació a l'Auditori Pau Casals del Vendrell. El 2000 va rebre el Premi Bages de Cultura d'Òmnium Cultural. El 2004 funda amb altres artistes el grup Art Polièdric.

## Exposicions
- 1967-1969 Exposicions a Manresa (llibreria Torra)
- 1970-2011 Exposicions a Colònia, Barcelona, Lleida, Stolberg Rheinland, El Vendrell, Tarragona, Manresa, Vilanova i la Geltrú, Sant Fruitós de Bages, Móra d'Ebre, Reus, Cardona, Solsona, Vilassar de Mar, Loret de Mar, Vic, Calafell, Santa Coloma de Gramanet, Vilafranca del Penedès, Tàrrega, Sitges i altres.

## Obres
- Petita història del temple del Salvador del Vendrell (2010)
- Petita història de la Fundació Santa Teresa del Vendrell (2008)
- Pau Casals (2006)
- Petita història d'Apel·les Fenosa (1999)
- Poemes i dibuixos: Salvador Espriu-Joan Descals (1984)